# Tuomas Haapala
Tuomas Haapala (født 4. april 1979 i Lahti, Finland) er en finsk tidligere fodboldspiller (midtbane). Han spillede fire kampe for Finlands landshold i perioden 2005-2008, og vandt det finske mesterskab med både MyPa og HJK Helsinki.

## Titler
Veikkausliiga
- 2005 med MyPa
- 2009 med HJK Helsinki

Finsk pokal
- 2004 med MyPa
- 2008 med HJK Helsinki